# Amicale de Mauthausen
L’amicale de Mauthausen est une organisation française régie par la loi de 1901, qui s’est fixé pour but de défendre et pérenniser la mémoire du camp de concentration de Mauthausen en Autriche.

## Historique
Le 1er octobre 1945, peu de temps après la fin de la Seconde Guerre mondiale, des rescapés du camp de concentration de Mauthausen et de ses camps annexes ont fondé l’Amicale de Mauthausen qui portait à l’époque le nom de « l’amicale des déportés politiques de la résistance de Mauthausen et de ses kommandos dépendants ». Selon les recherches de l’Amicale, on dénombre 10 000 Français parmi les 198 000 déportés du camp de concentration de Mauthausen. 118 000 déportés dont 4 778 Français ont été exterminés par le travail forcé ou dans les chambres à gaz.

## Objectif
Cette organisation s’engage à pérenniser la mémoire des déportés disparus et assassinés au moyen des témoignages, par l’élaboration d’outils pédagogiques et leur diffusion auprès des jeunes et d’un large public. Elle soutient également les familles et les enfants de ceux qui n’ont pas survécu. 
Chaque année, l’amicale participe aux cérémonies internationales de la libération des camps nazis et organise plusieurs fois par an des voyages de mémoire et de souvenir en Autriche. 
L’amicale française de Mauthausen est membre du Comité international de Mauthausen, dont le siège se trouve à Linz en Autriche. En outre elle entretient des relations étroites avec des partenaires et des organisations en Autriche dont témoigne la coopération avec l’association « Österreichischer Auslandsdienst » (Service autrichien à l'étranger). Dans le cadre de cette coopération, de jeunes Autrichiens peuvent faire à la place de leur service militaire dans l’armée autrichienne un service de la mémoire au siège principal de l’amicale à Paris. Leur tâche consiste à participer et apporter leur soutien au travail de la mémoire de l’Amicale. 
En 2000, les anciens déportés décident de passer le relais à la génération de leurs enfants pour faire fonctionner l’Amicale. En 2010, l'Amicale compte 1 500 adhérents dont plus de 300 déportés français et espagnols,.